# 北摂山系
北摂山系（ほくせつさんけい）は、主に兵庫県南東部から大阪府北部、京都府南西部に広がる山地で、丹波高地の南部を含む区域であり、北摂山地と称される場合もある。

## 山系の概要
小盆地群を含む標高800m以下の山地により形成され、北東部から南西部に進むにつれ、なだらかな丘陵地帯となり大阪平野に至る。
北東端は淀川水系桂川流域の亀岡盆地南縁連山から、北西端は加古川水系の篠山盆地南縁連山まで、西端は武庫川流域の三田盆地東縁連山から、東端は京都盆地西縁（西京区から大山崎町まで）の山地まで、南端には大阪平野の北限をつくる五月山・六個山・箕面山・鉢伏山がそびえる、東西方向に 50 km 超、南北方向に 30 km 程度の範囲に広がる山塊を指す。
地質的には丹波群層の砂岩、泥岩、砂岩・泥岩互層や花崗岩が混在しており、土壌的には大部分が森林褐色土によって構成されている。南西方向に武庫川渓谷をはさんで続く六甲山地とともに、大阪平野の北限をつくっている。
主な河川としては、一級河川である猪名川、箕面川、安威川、芥川、小畑川、桂川など（いずれも淀川水系）、篠山川など（加古川水系）、二級河川の羽束川など（武庫川水系）がある。
西の六甲山系、東の生駒山系・金剛山地とともに都心部より10～30kmの距離に位置する都市近郊の山地として、京阪神地区の住民より親しまれている。

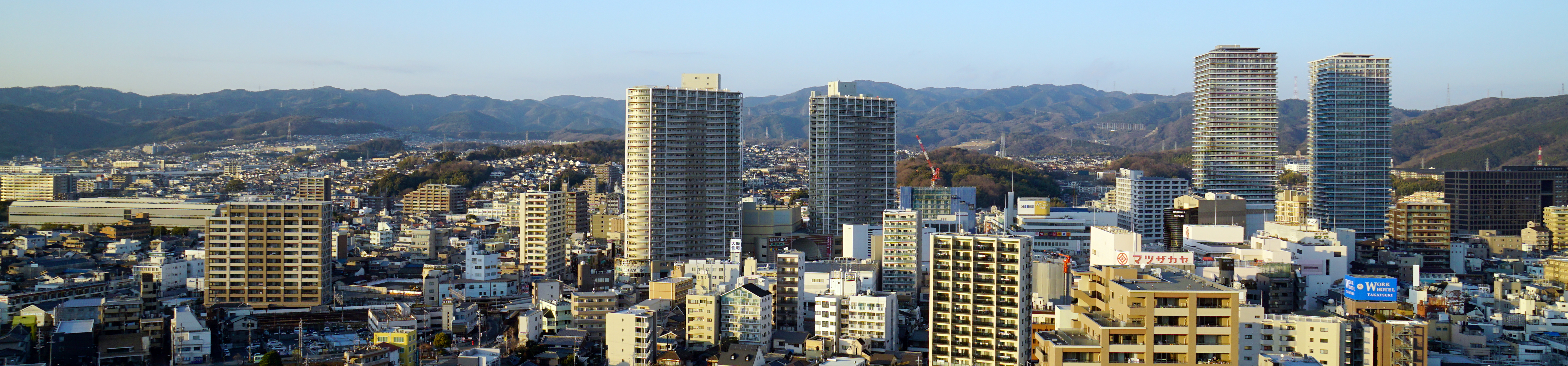
北摂山系 （高槻市役所総合センターから北方向を撮影）

## 現存植生
全域が暖帯林に属し、スギ・ヒノキ・サワラ植林やクリ等の果樹園を除くと、代償植生であるモチツツジ-アカマツ群集、ヤブムラサキ-コナラ群集が多くを占めており、一部にモミ-シキミ群集やシイ-カナメモチ群集が分布するほか、国定公園に指定されている箕面川沿いにはケヤキ-イロハモミジ群集も見られる。

## 主な山
- 深山 - 標高791m
- 横尾山 - 標高785m
- 剣尾山 - 標高784m
- 大野山 - 標高753m
- 舩谷山 - 標高730m
- 高岳 - 標高720m
- 石堂ヶ岡 - 標高680ｍ
- 大峰山 - 標高552m

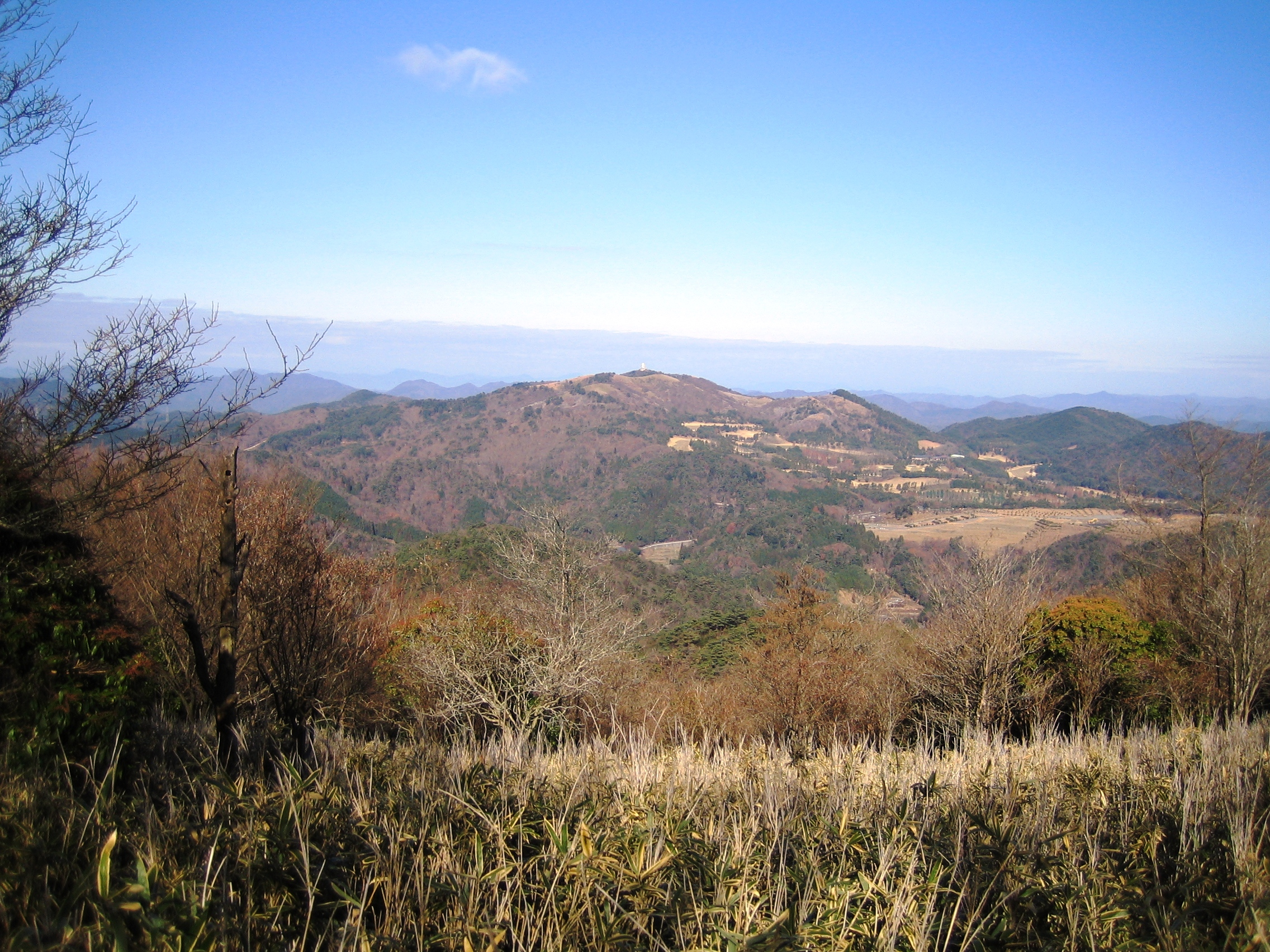
ポンポン山 - 標高679m
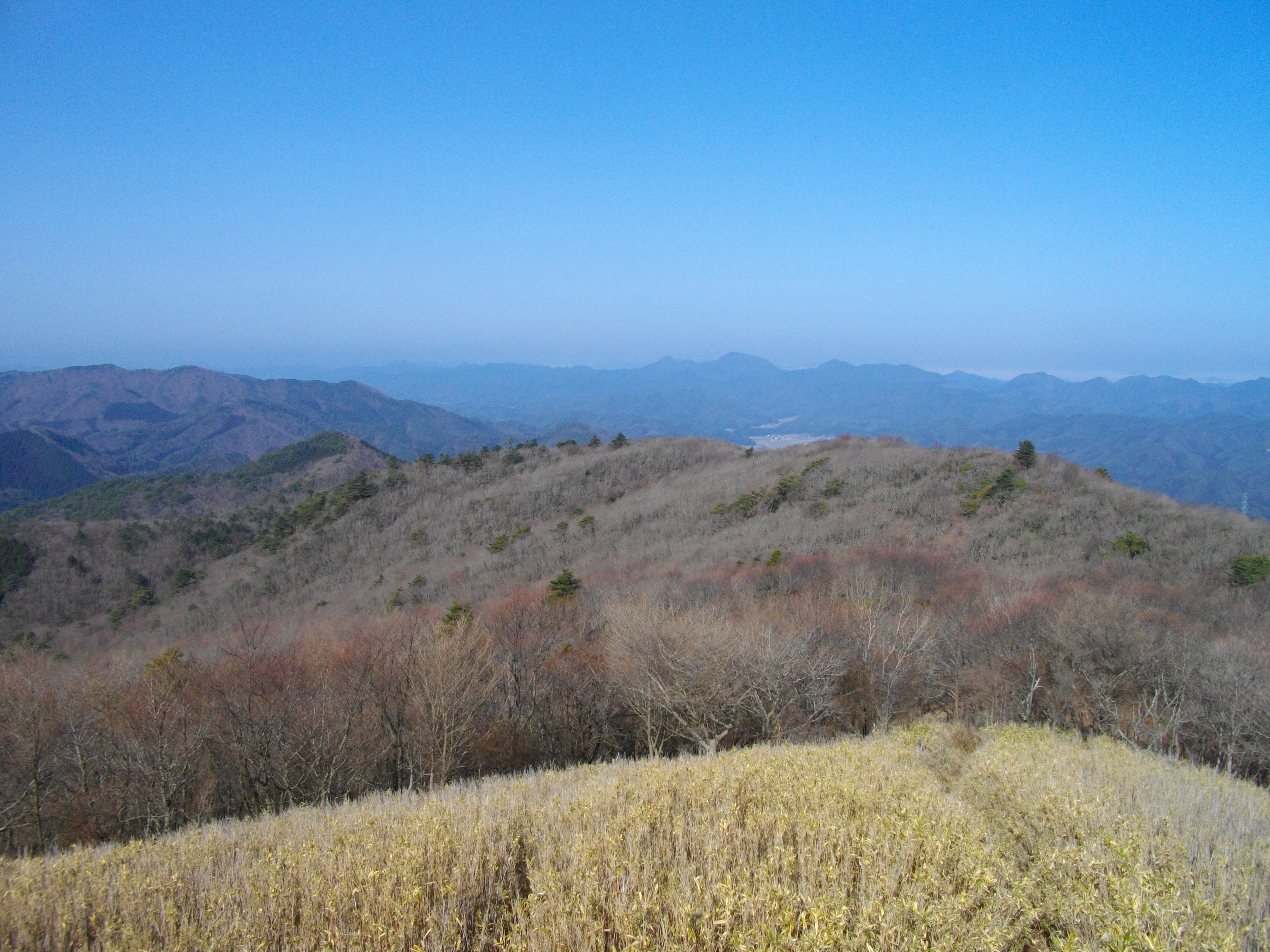
妙見山 - 標高660m
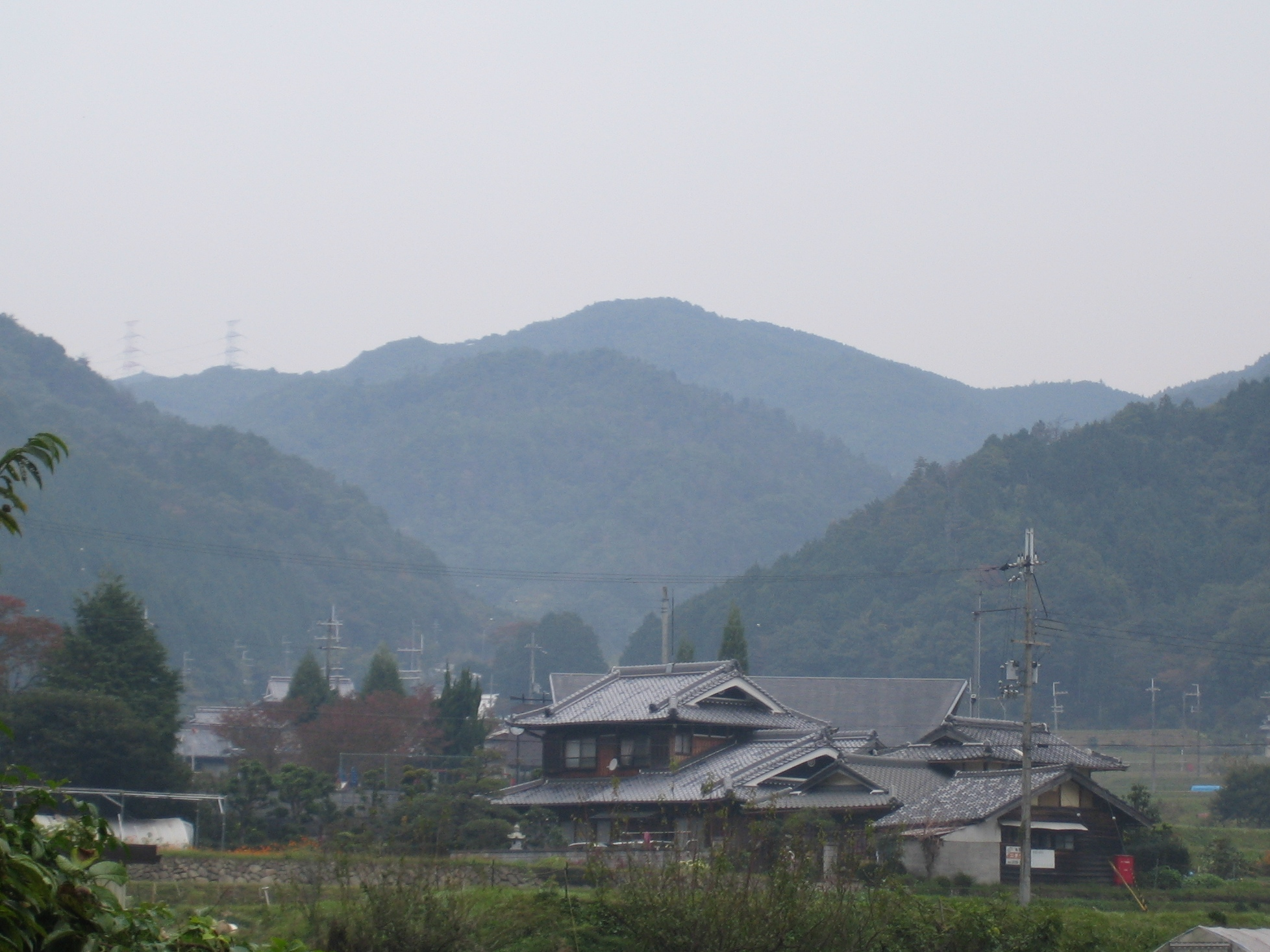
歌垣山 - 標高553.5m
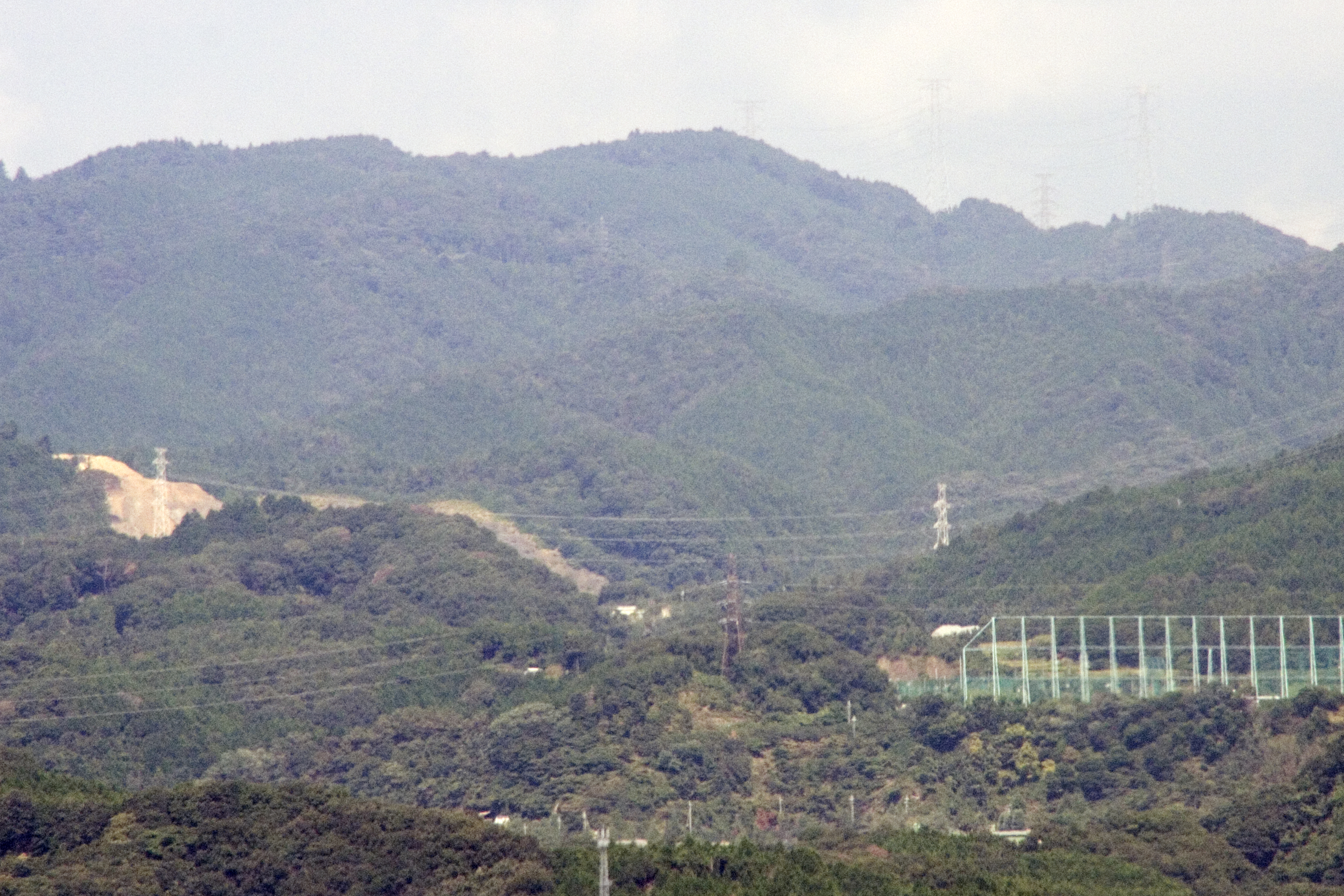
竜王山 - 標高510m
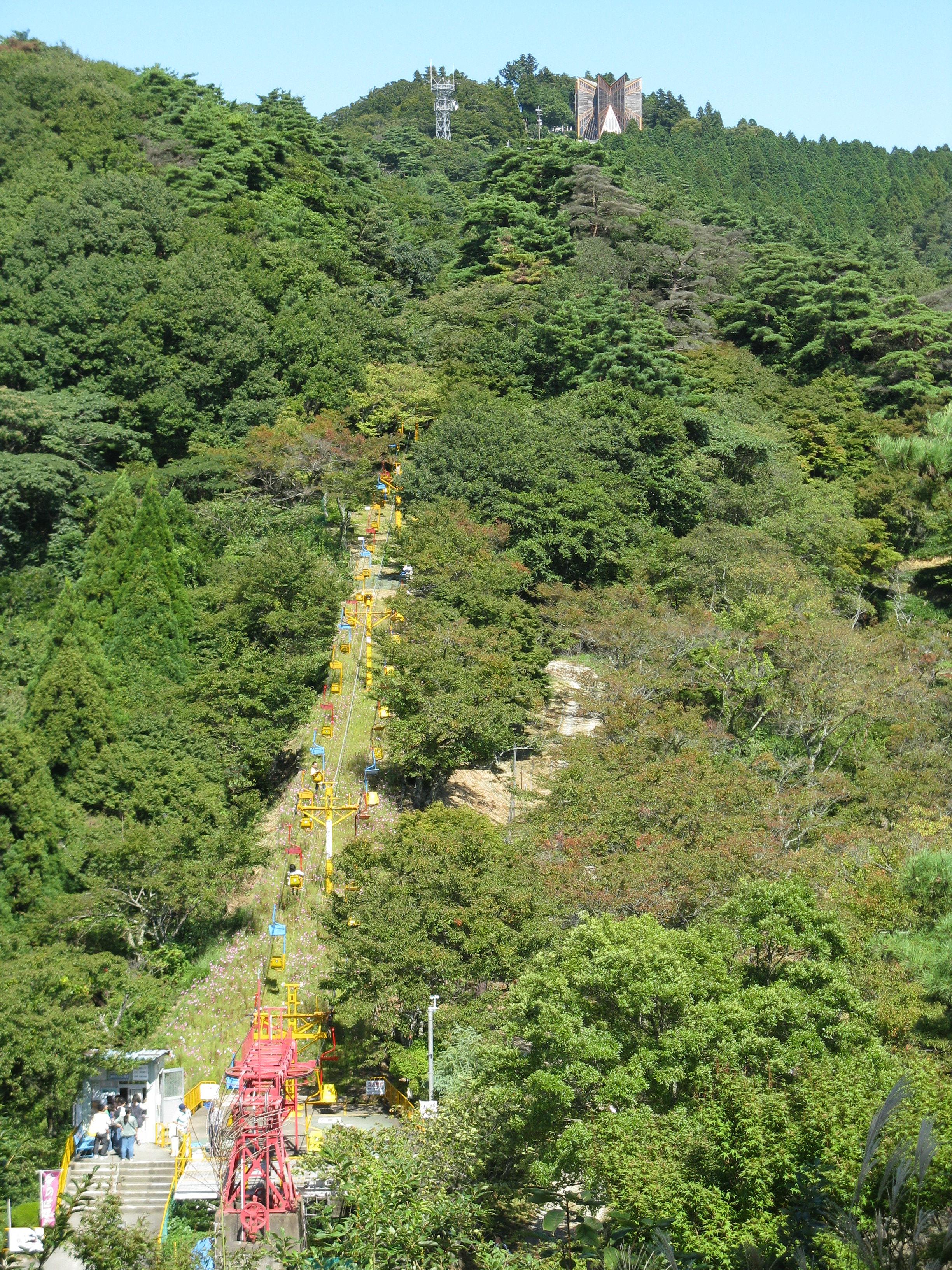
行者山 - 標高469m
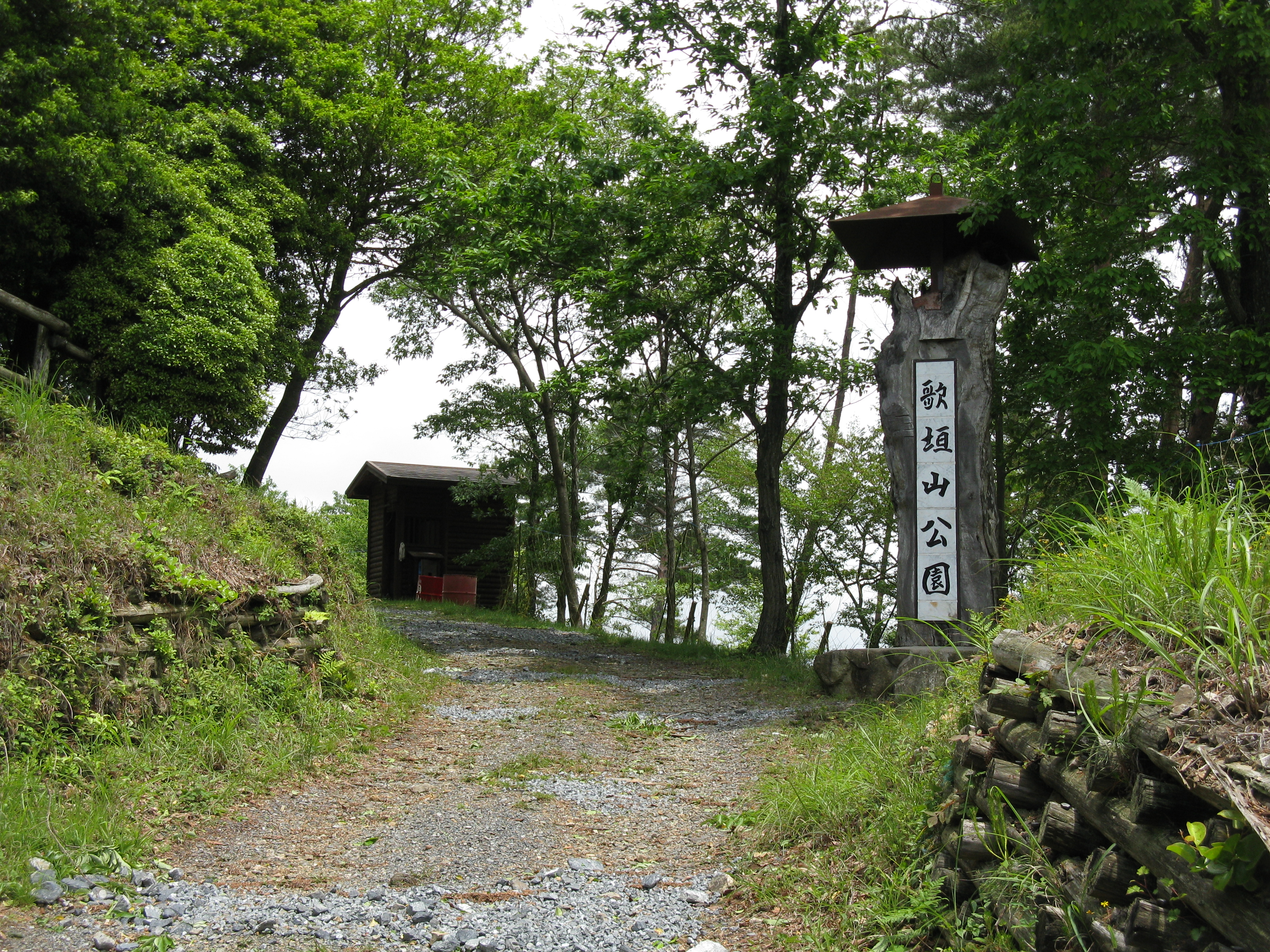
大岩岳 - 標高384m
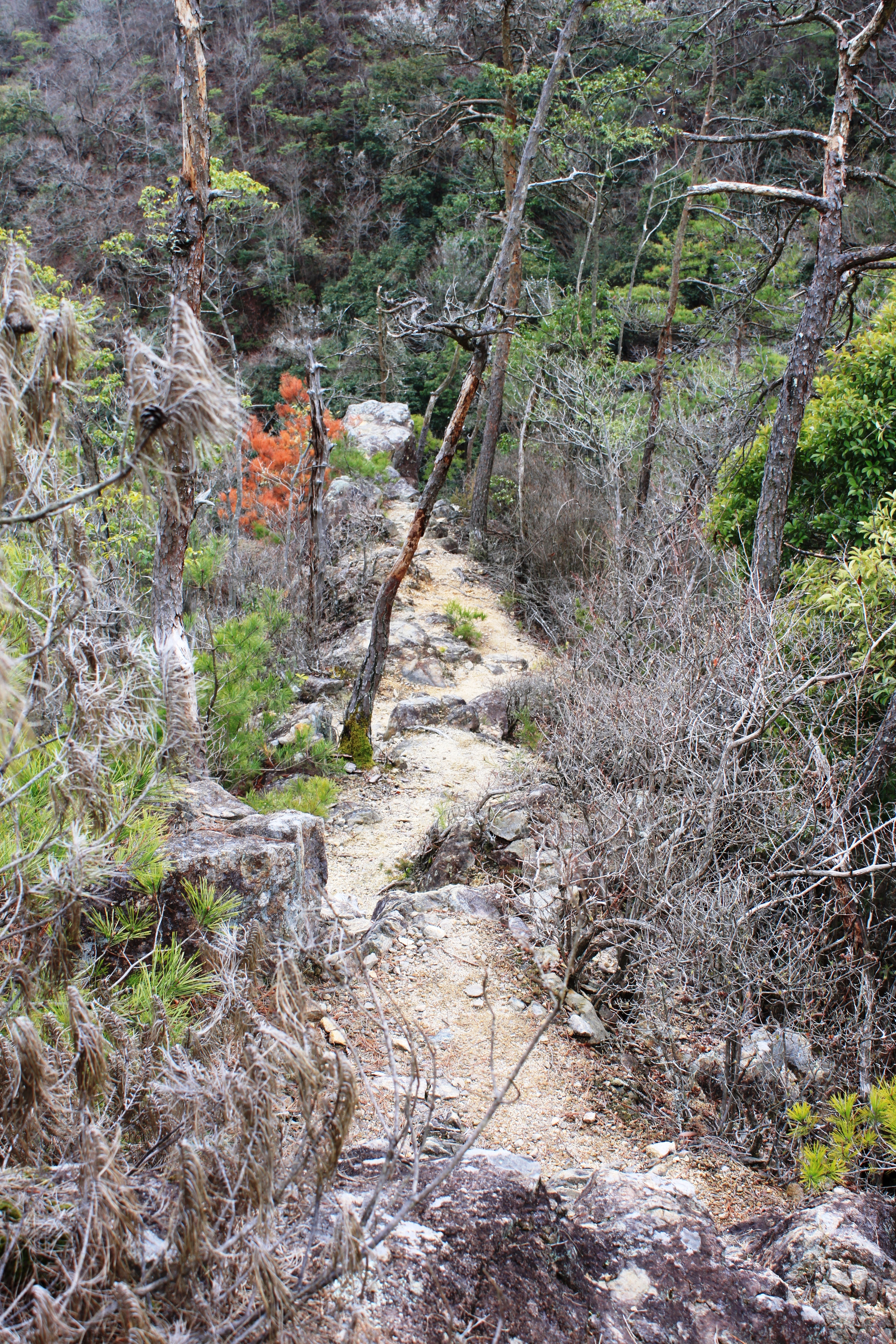
箕面山 - 標高355m
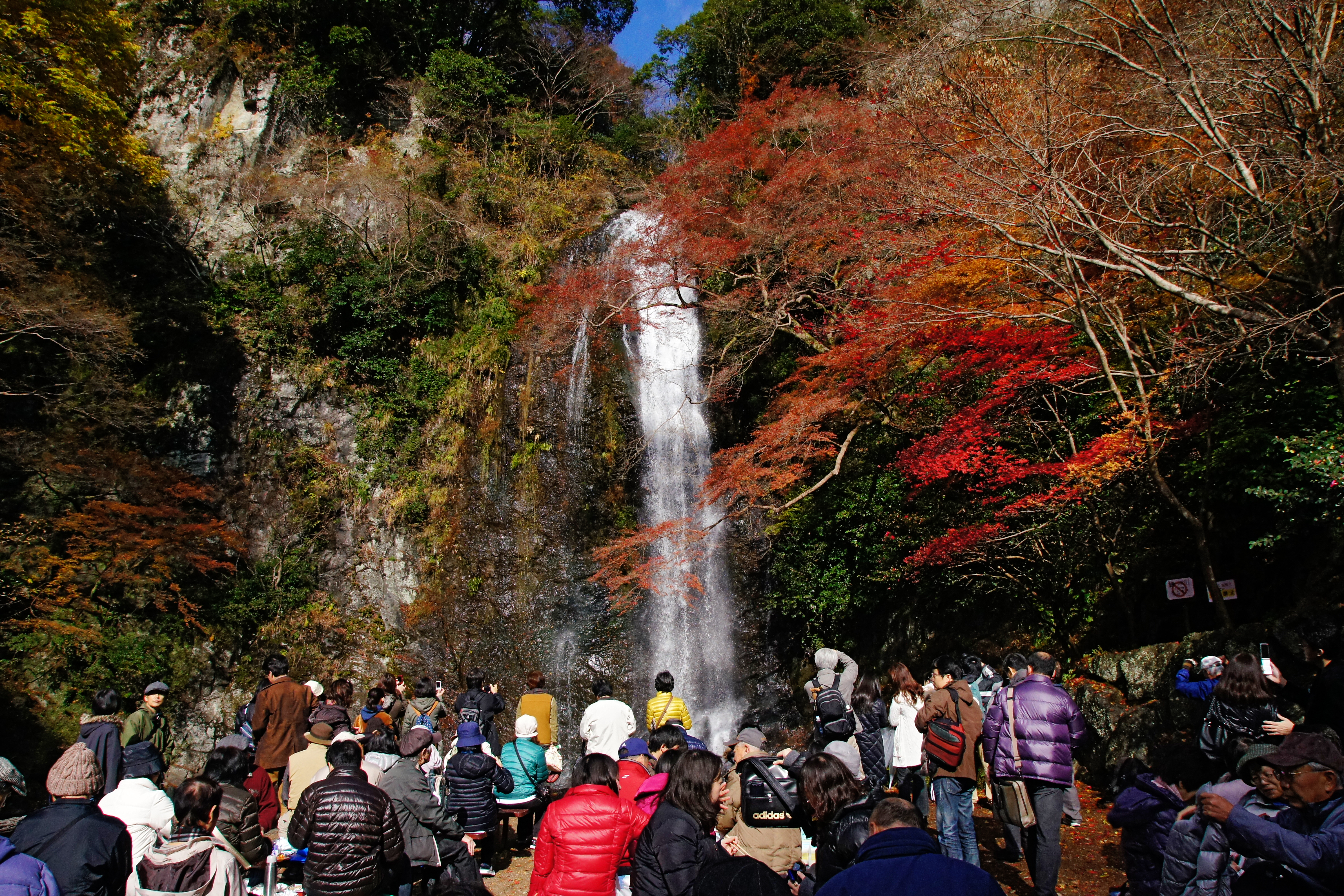
五月山 - 標高315m

- 深山
- 舩谷山
- 高岳
- ポンポン山
- 妙見山
- 歌垣山（男山）
- 大岩岳の登山道
- 箕面山（箕面滝）

## 主な河川

### 一級河川
- 淀川水系
- 加古川水系

### 二級河川
- 武庫川水系

## 主な渓谷
- 保津峡

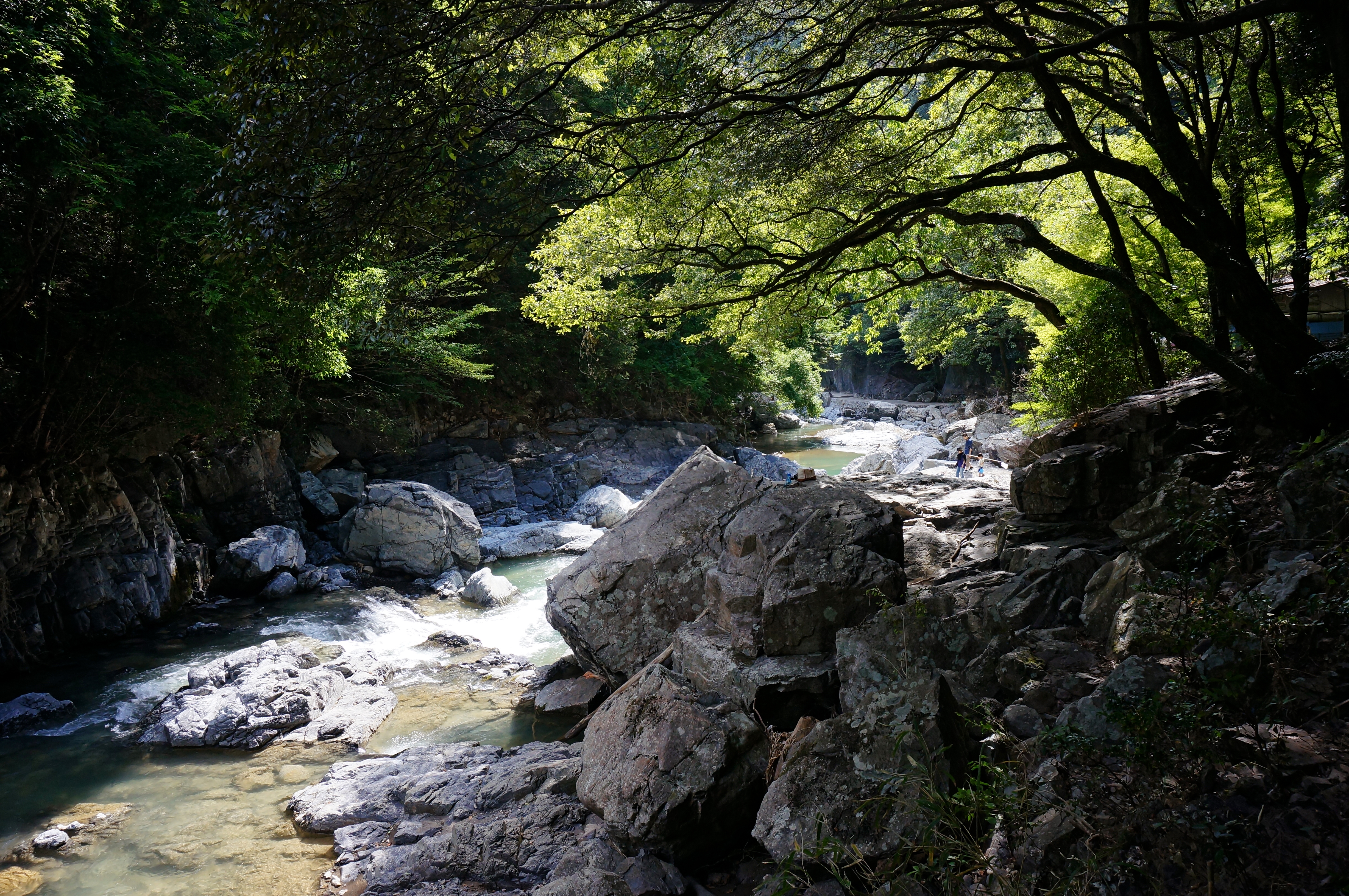
摂津峡
- 竜仙峡
- 川久保渓谷
- 初谷渓谷
- 水無瀬渓谷
- 箕面渓谷
- 武田尾渓谷

- 摂津峡

## 主な峠

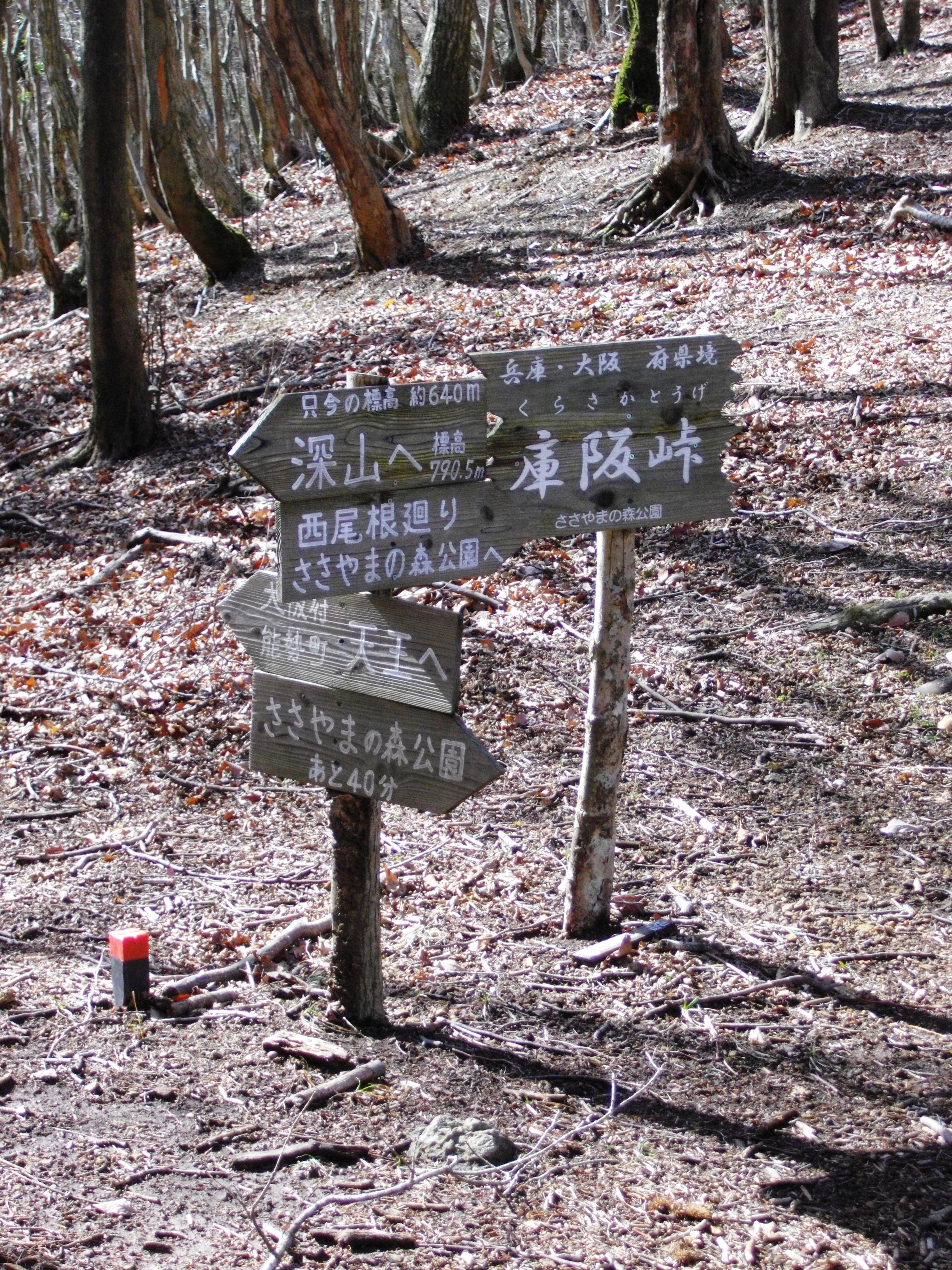
庫阪峠

- 老ノ坂峠（国道9号）
- はらがたわ峠（国道173号）
- 天王峠（国道173号）
- 天引峠（国道372号）
- 柚原峠（国道423号）
- 法貴峠（国道423号）
- 大土峠（大槌峠。国道477号）
- 野間峠（大阪府道4号）
- 名月峠（大阪府道4号）
- 猪ノ子峠（大阪府道4号）
- 昇尾峠（大阪府道6号）
- 清阪峠（大阪府道・京都府道43号）
- 川久保峠（大阪府道79号）
- 堀越峠（大阪府道732号）
- 逢坂峠（大阪府道732号）
- 逢坂峠（京都府道733号）
- 地獄谷峠（林道萩谷岡山線）
- 庫坂峠
- 狩待峠
- 多留見峠

- 庫阪峠